# Moș Nicolae

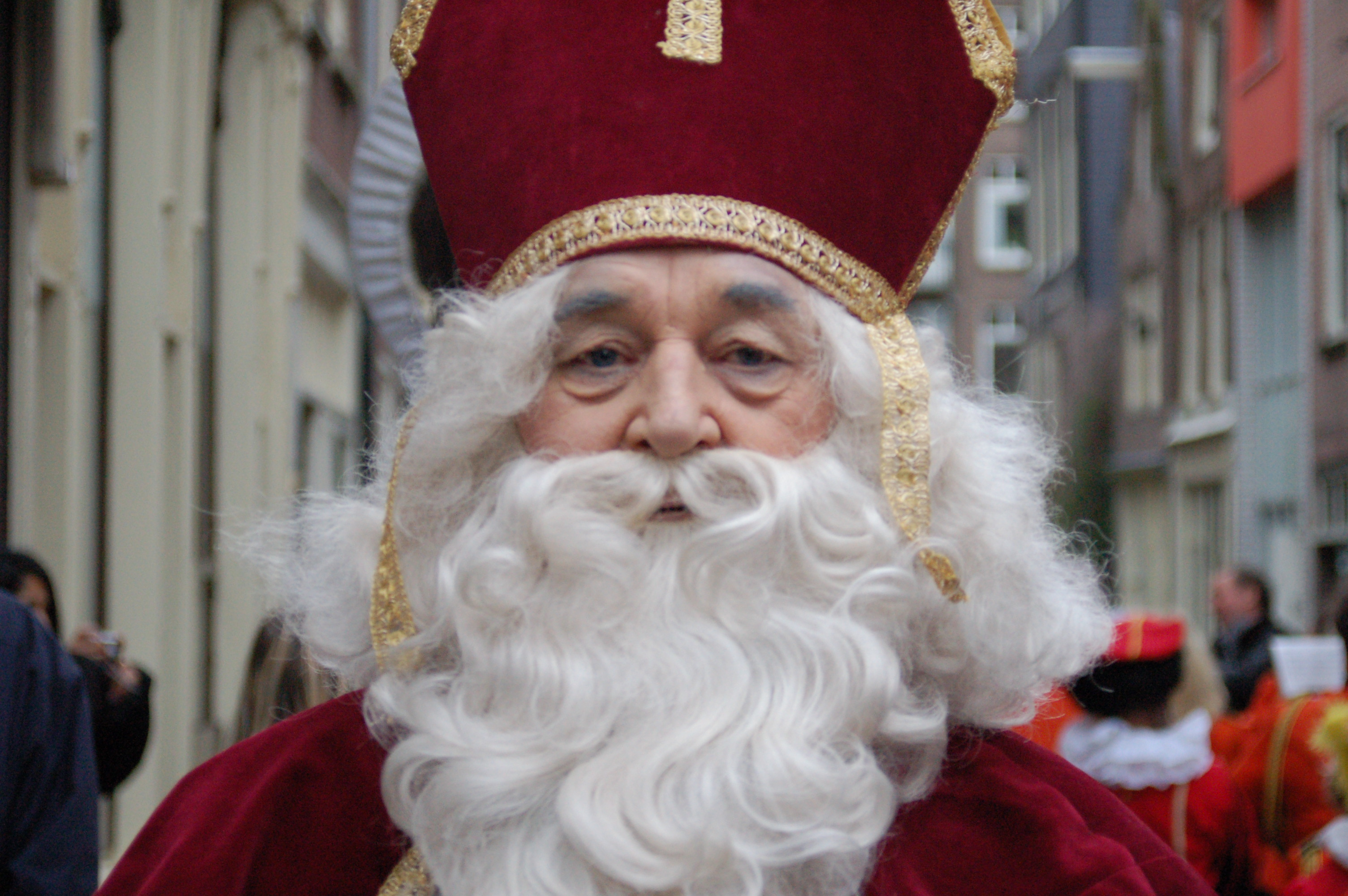
Actor întruchipându-l pe Moș Nicolae

Moș Nicolae sau Moș Neculai este un personaj legendar și mitic, care aduce daruri copiilor în ajunul sărbătorii de Sf. Nicolae, în seara zilei de 5 decembrie. Personajul are corespondenți în întreaga Europă (Mikulás în Ungaria, Mikuláš în Republica Cehă și Slovacia, Mikołaj în Polonia, Nikolaus în Germania, Sinterklaas în Olanda, Saint Nicolas în Franța). Personajul este asemănător lui Moș Crăciun, ambii fiind o adaptare după Sfântul Nicolae, purtând straie roșii și oferind cadouri.

## Diferențele dintre Moș Nicolae și Moș Crăciun
- Moș Nicolae aduce daruri copiilor în ajunul zilei de Sf. Nicolae, în timp ce Moș Crăciun vine în ajunul Crăciunului;
- Moș Nicolae vestește apropierea Crăciunului, în timp ce Moș Crăciun vestește că Crăciunul a și sosit;[necesită citare]
- Moș Nicolae se trage dintr-un personaj adevărat, în timp ce Moș Crăciun e un personaj fictiv;[necesită citare]
- Moș Nicolae vine călare pe un cal alb, în timp ce Moș Crăciun vine pe o sanie trasă de reni;
- Moș Nicolae lasă cadouri copiilor cuminți în ghetuțele lustruite, iar Moș Crăciun le lasă sub pomul de Crăciun;
- Moș Nicolae lasă o nuielușă copiilor obraznici, în timp ce Moș Crăciun le lasă cărbune;
- Moș Nicolae e burlac, pe când Moș Crăciun are o soție, pe Crăciunița.

## Moș Nicolae în timpul regimurilor comuniste
Până în 1989, în perioada influenței Uniunii Sovietice asupra Europei de Est, regimurile comuniste au încercat să-l substituie pe Moș Nicolae cu Moș Gerilă, în tentativa lor de a înlătura rolul religiei din tradiții și de a laiciza forțat cultura acestor țări.

## Imaginea lui Moș Nicolae în universul copiilor
În noaptea dintre 5 spre 6 decembrie, copiii obișnuiesc să își lase ghetele curățate în fața ușii, așteptând în speranța că vor primi cadouri constând, în general, în dulciuri. În unele zone, copiii îi lasă moșului apă sau morcovi pentru calul său. În multe regiuni din România și R. Moldova, copiii găsesc în dimineața zilei de 6 decembrie, pe lângă dulciuri, bomboane și fructe (sau o jucărie sau câteva monezi) – dacă au fost cuminți, o nuielușă (sau un cartof sau un cărbune) – dacă au fost obraznici.  